# Cazoo Series 2021-2022
La Cazoo Series 2021-2022 è la 2ª edizione di una serie di tre tornei sponsorizzati dall'azienda rivenditrice di auto online Cazoo, che fanno parte della stagione 2021-2022 di snooker.
La serie è stata vinta da Neil Robertson, il quale ha ottenuto il bonus di £100000. L'australiano si è aggiudicato questa serie di tornei per la seconda volta consecutiva, classificandosi al primo posto con £315000.

## Tornei
| World Grand Prix                      | Players Championship              | Tour Championship                | Note              |
| ------------------------------------- | --------------------------------- | -------------------------------- | ----------------- |
| Ronnie O'Sullivan 10-8 Neil Robertson | Neil Robertson 10-5 Barry Hawkins | Neil Robertson 10-9 John Higgins | [ 2 ] [ 3 ] [ 4 ] |

## Classifica

### Top 10
| N° | Giocatore         | Punti  |
| -- | ----------------- | ------ |
| 1  | Neil Robertson    | 315000 |
| 2  | Ronnie O'Sullivan | 155000 |
| 3  | John Higgins      | 80000  |
| 4  | Luca Brecel       | 57500  |
| 5  | Barry Hawkins     | 55000  |
| 6  | Jimmy Robertson   | 42500  |
| 7  | Mark Williams     | 40000  |
| 8  | Mark Allen        | 37500  |
| 9  | Judd Trump        | 37500  |
| 10 | Zhao Xintong      | 35000  |